# 三角烟管鳚
三角煙管鳚（學名：Chaenopsis deltarrhis），為輻鰭魚綱鳚形目煙管鳚科煙管鳚屬的一種，分布於中東太平洋哥斯大黎加至哥倫比亞海域，深度4至30公尺，本魚體細長，頭長，頭上沒有捲鬚，吻部長而尖，下頜尖端突出，尾鰭圓形，與背鰭、臀鰭相連，體淺綠色或橄欖色，下部為白色，體側通常帶有綠色中部條紋或帶有8-10條深色條紋，雌魚在靠近鰭外緣的第4個背棘後面具有一個黑色的眼狀斑，雄魚則無，背鰭硬棘18-20枚、背鰭軟條28-30枚，體長可達7.5公分，棲息在沙石底質海域，通常躲在蠕蟲空巢穴，以浮游動物為食，雌魚產附著性卵，由雄魚守護魚卵，生活習性不明。